# ¡Petróleo!
¡Petróleo! es una novela de 1927 escrita por el autor estadounidense Upton Sinclair. La novela se ambienta en el Sur de California durante el periodo del escándalo del Teapot Dome durante la administración de Warren G. Harding.
El personaje principal de la novela es James Arnold Ross Jr., apodado Bunny, el hijo de un magnate petrolero. La simpatía que Bunny siente por los trabajadores petroleros y por el socialismo provoca discusiones frecuentes con su padre durante toda la novela.

## Personajes principales
- James Arnold Ross: Un magnate petrolero que inició como mulero.
- James Arnold "Bunny" Ross, Jr.: El protagonista de la novela. Es hijo de James Arnold Ross. A pesar de su educación desconoce muchas cosas sobre el mundo.
- Paul Watkins: El hijo de un granjero. Paul huye de casa y se convierte en discípulo de un librepensador y en un defensor de los derechos de los trabajadores. Después de pasar tiempo en Siberia durante la Primera Guerra Mundial, empieza a simpatizar con los bolcheviques y se convierte en un socialista.

## Adaptaciones
En 2007, Paul Thomas Anderson realizó una adaptación cinematográfica de la novela con el título There Will Be Blood. A diferencia de la novela, There Will Be Blood se enfoca en el padre mientras que el hijo es un personaje secundario. Anderson comentó que sólo usó las primeras 150 páginas de la novela en su filme.